# Cydistomyia ingridina
Cydistomyia ingridina är en tvåvingeart som beskrevs av Usher 1965. Cydistomyia ingridina ingår i släktet Cydistomyia och familjen bromsar. Inga underarter finns listade i Catalogue of Life.